# Brennerbad
Brennerbad (italienisch: Terme di Brennero) ist eine Fraktion der Südtiroler Gemeinde Brenner in Italien und liegt auf einer Höhe von 1326 m s.l.m. im Wipptal. Die kleine Ortschaft befindet sich rund drei Kilometer südlich des Brennerpasses zwischen den Dörfern Brenner und Gossensaß. Brennerbad ist für seine Heilquellen bekannt.

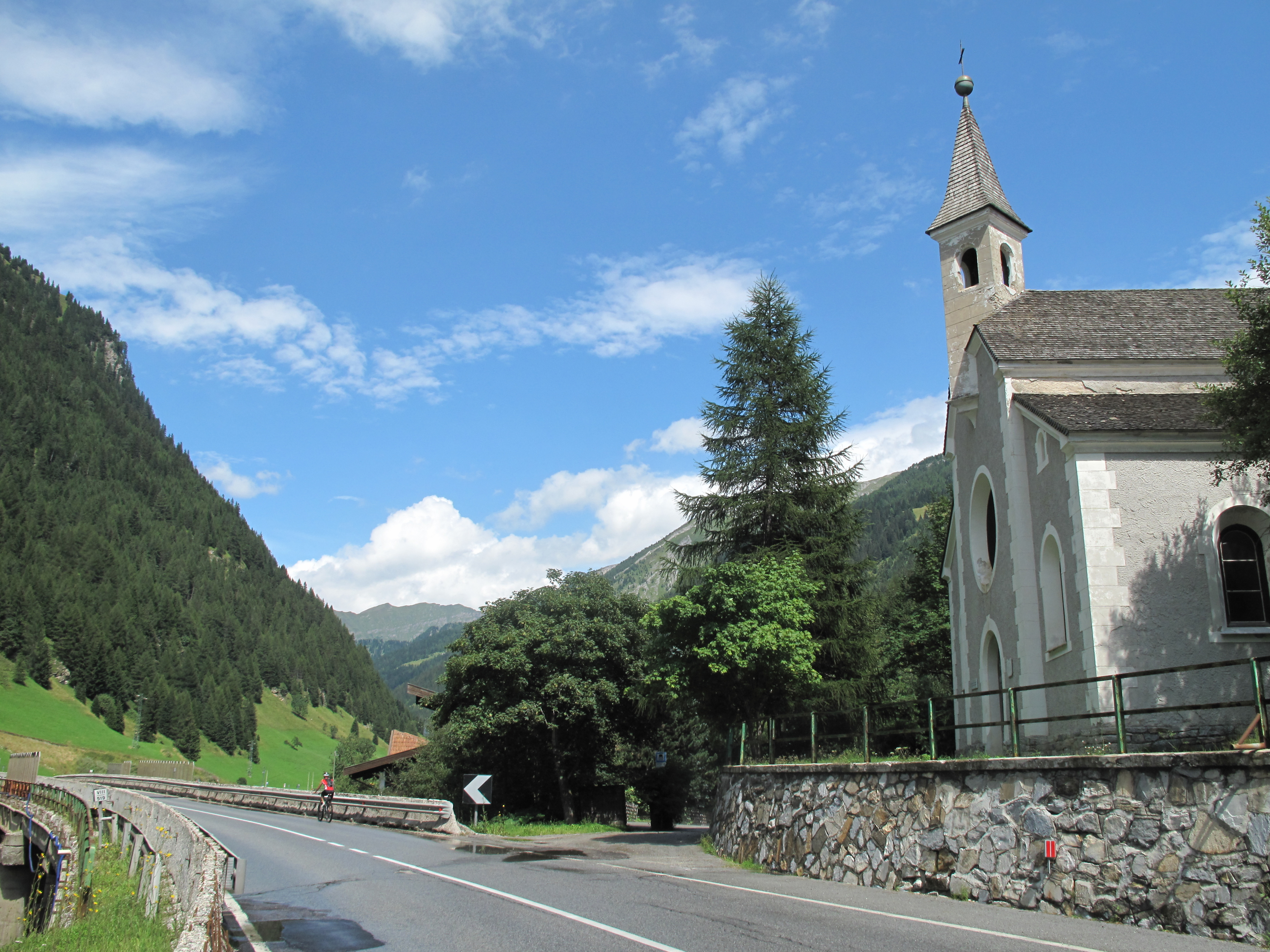
Die Brennerbadkapelle im Wipptal

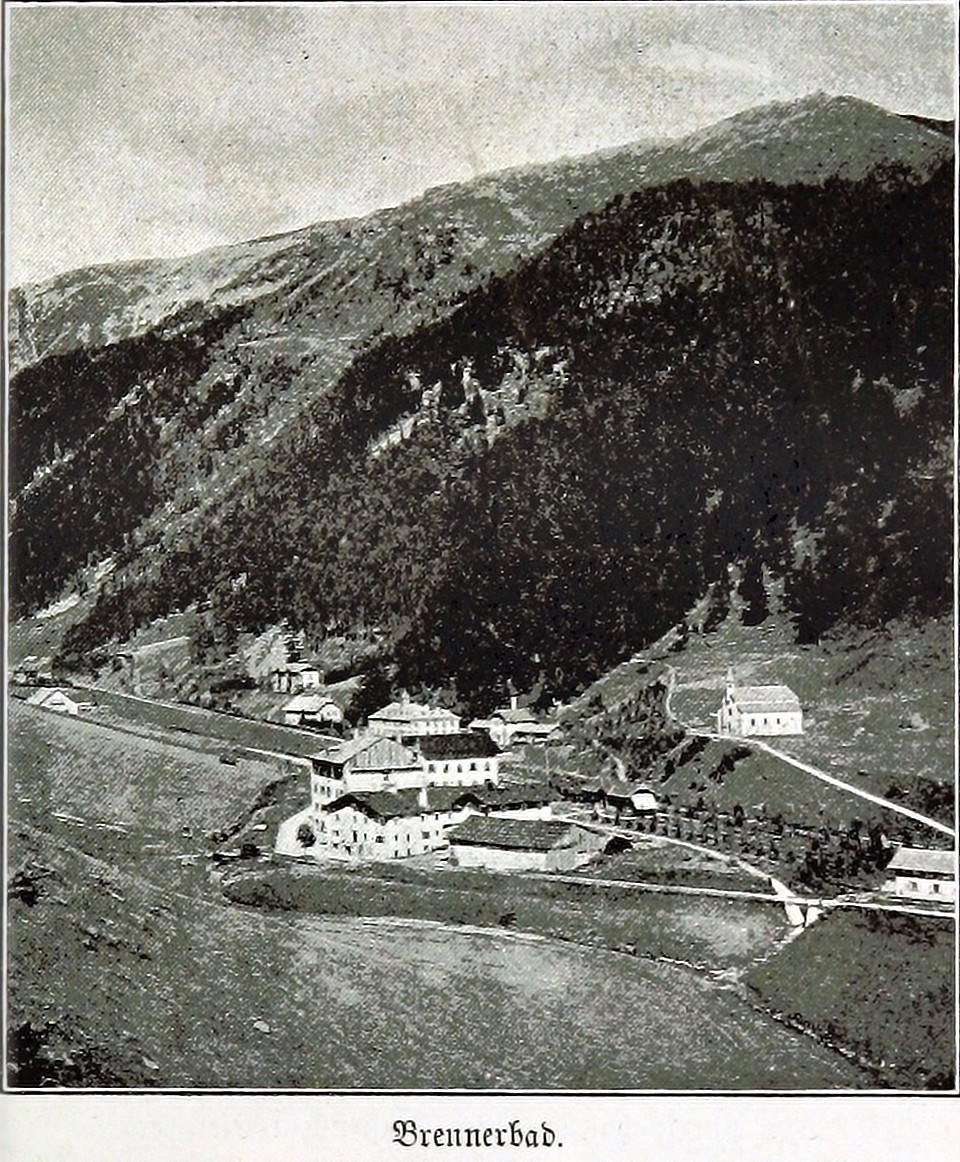
Brennerbad um 1894

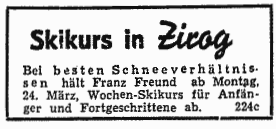
Werbeschaltung für das Skigebiet Zirog in den Dolomiten vom 22. März 1952

## Geschichte
Die Heilquelle wurde erstmals um 1400 urkundlich erwähnt. Landesfürst Sigismund der Münzreiche und seine Gemahlin Eleonore von Schottland suchten hier bereits um 1460 Erholung.
1607 wurde das Bad vom Reichspfennigmeister Zacharias Geizkofler übernommen und mit einer Stiftung für arme Badegäste versehen. Nach dem Aussterben des Geschlechtes fiel das Bad um 1730 an die Stadt Sterzing.
Seit 1869 hielten sogar Schnellzüge an dem damaligen Haltepunkt der Brennerbahn. In dieser Glanzzeit des Bades suchten berühmte Persönlichkeiten wie zum Beispiel Henrik Ibsen, Richard Strauss, Franz Lehár und Leo Fall in dem alkalisch-eisenhaltigen sowie kohlensäure-, schwefelsäure- und kalkreichen Wasser Heilung von rheumatischen Beschwerden, Katarrhen und Keuchhusten.
Im Jahre 1899 ging das Bad in den Besitz einer Brennerbad-Gesellschaft über, die 1902 ein Grandhotel nach Plänen von Musch & Lun errichtete. Doch bereits zwanzig Jahre später wurde dieses ein Raub der Flammen. Danach wurde das Bad erneut verkauft und konnte seine bisherigen Gästezahlen nicht mehr annähernd erreichen. Neben dem Brand des Grandhotels im Jahre 1922 war die Bewegungsfreiheit der Badegäste durch die Grenzziehung am Brenner nach dem Ersten Weltkrieg stark eingeschränkt. Vorübergehenden Aufschwung brachte in der zweiten Hälfte des 20. Jahrhunderts das kleine Skigebiet Zirog.
Der Bau der Brennerautobahn führte schließlich zum Ende des Bades. Auch das Skigebiet musste Mitte der 1980er Jahre den Betrieb einstellen. Das ehemals so berühmte Brennerbad war somit nahezu verschwunden.
Im 21. Jahrhundert wurde das noch vorhandene Badhaus mit der Quelle von der Brenner Thermalquellen GmbH zur Behandlung von Erkrankungen der Atem- und Harnwege, Hautkrankheiten, Hals-, Nasen- und Ohrenerkrankungen sowie rheumatischen Erkrankungen übernommen.
Seit 2005 bestehen Pläne für Thermen im benachbarten Gossensaß.